# Xã 4, Quận Rooks, Kansas
Xã 4 (tiếng Anh: Township 4) là một xã thuộc quận Rooks, tiểu bang Kansas, Hoa Kỳ. Năm 2010, dân số của xã này là 33 người.